# Ларок-д’Ольм
Ларо́к-д’Ольм (фр. Laroque-d'Olmes) — коммуна во Франции, находится в регионе Юг — Пиренеи. Департамент коммуны — Арьеж. Входит в состав кантона Мирпуа. Округ коммуны — Памье.
Код INSEE коммуны — 09157.

## Население
Население коммуны на 2008 год составляло 2712 человек.
| 1900 | 1962 | 1968 | 1975 | 1982 | 1990 | 1999 | 2006 | 2008 |
| ---- | ---- | ---- | ---- | ---- | ---- | ---- | ---- | ---- |
| 4217 | 2640 | 2894 | 3114 | 3124 | 3106 | 2657 | 2698 | 2712 |

## Экономика
Основу экономики составляет текстильная промышленность.
В 2007 году среди 1560 человек в трудоспособном возрасте (15—64 лет) 1040 были экономически активными, 520 — неактивными (показатель активности — 66,7 %, в 1999 году было 66,7 %). Из 1040 активных работали 878 человек (476 мужчин и 402 женщины), безработных было 162 (69 мужчин и 93 женщины). Среди 520 неактивных 110 человек были учащимися или студентами, 205 — пенсионерами, 205 были неактивными по другим причинам.

## Достопримечательности
- Церковь Castella
- Часовня Нотр-Дам-дю-Пон
- Панорамный вид с плато Кастелла
- Муниципальный парк с детской площадкой
- Площадь Эсперанто

## Города-побратимы
- Мельгван (Бретань)